# Пьотър Шувалов
Граф Пьотър Андреевич Шувалов (на руски: Пётр Андреевич Шувалов) е руски дипломат, политик и държавен деец.
Генерал-адютант, генерал от кавалерията, член на Държавния съвет. Руски посланик в Лондон и участник в Берлинския конгрес през 1878 г.
През 1887 г. му е възложена мисия от руския император Александър III да пътува до Берлин, за да възпре завръщането на детронирания княз Александър Батенберг на българския престол.